# Дихотомічна шкала
Дихотомічна шкала — різновид шкал вимірювання такий як шкала найменувань. При вимірах цією шкалою, ознаки можна кодувати двома символами або цифрами, наприклад 1 і 3, або ж 90 і 16, або буквами А і Б, а також будь-якими двома відмінними один від одного символами.
Приклади дихотомічних змінних: орієнтація, стать, відповідь на питання з двома можливими варіантами (так\ні).
Номінальна змінна може бути перетворена у простіший для дихотомічної шкали спосіб в послідовність змін за допомогою бінаризації.
Існують статистичні методи які адаптували до дихотомічної шкали, наприклад хі-квадрату. Також було розроблено багато методів для прогнозування значень змінних на цій шкалі, наприклад: логістична регресія, класифікаційні дерева.
У дихотомічної шкали всі об'єкти, ознаки або досліджувані властивості розбиваються на два непересічних класи, при цьому дослідник ставить питання про те, «проявився» чи цікавить його ознака у випробуваного, чи ні. Дослідник, який користується шкалою найменувань, може застосовувати такі інваріантні статистики: відносні частоти, моду, кореляції випадкових подій, критерій.